# Rexford (Kansas)
Rexford és una població dels Estats Units a l'estat de Kansas. Segons el cens del 2000 tenia 157 habitants.

## Demografia
Segons el cens del 2000, Rexford tenia 157 habitants, 78 habitatges, i 41 famílies. La densitat de població era de 233,1 habitants/km².
Dels 78 habitatges en un 23,1% hi vivien nens de menys de 18 anys, en un 47,4% hi vivien parelles casades, en un 3,8% dones solteres, i en un 46,2% no eren unitats familiars. En el 44,9% dels habitatges hi vivien persones soles el 19,2% de les quals corresponia a persones de 65 anys o més que vivien soles. El nombre mitjà de persones vivint en cada habitatge era de 2,01 i el nombre mitjà de persones que vivien en cada família era de 2,74.
Per edats la població es repartia de la següent manera: un 24,2% tenia menys de 18 anys, un 3,2% entre 18 i 24, un 24,2% entre 25 i 44, un 21,7% de 45 a 60 i un 26,8% 65 anys o més.
L'edat mediana era de 44 anys. Per cada 100 dones de 18 o més anys hi havia 91,9 homes.
La renda mediana per habitatge era de 40.156 $ i la renda mediana per família de 39.688 $. Els homes tenien una renda mediana de 34.375 $ mentre que les dones 24.375 $. La renda per capita de la població era de 21.301 $. Entorn del 4,7% de les famílies i el 2,5% de la població estaven per davall del llindar de pobresa.

## Poblacions més properes
El següent diagrama mostra les poblacions més properes.